# Oud Osdorp

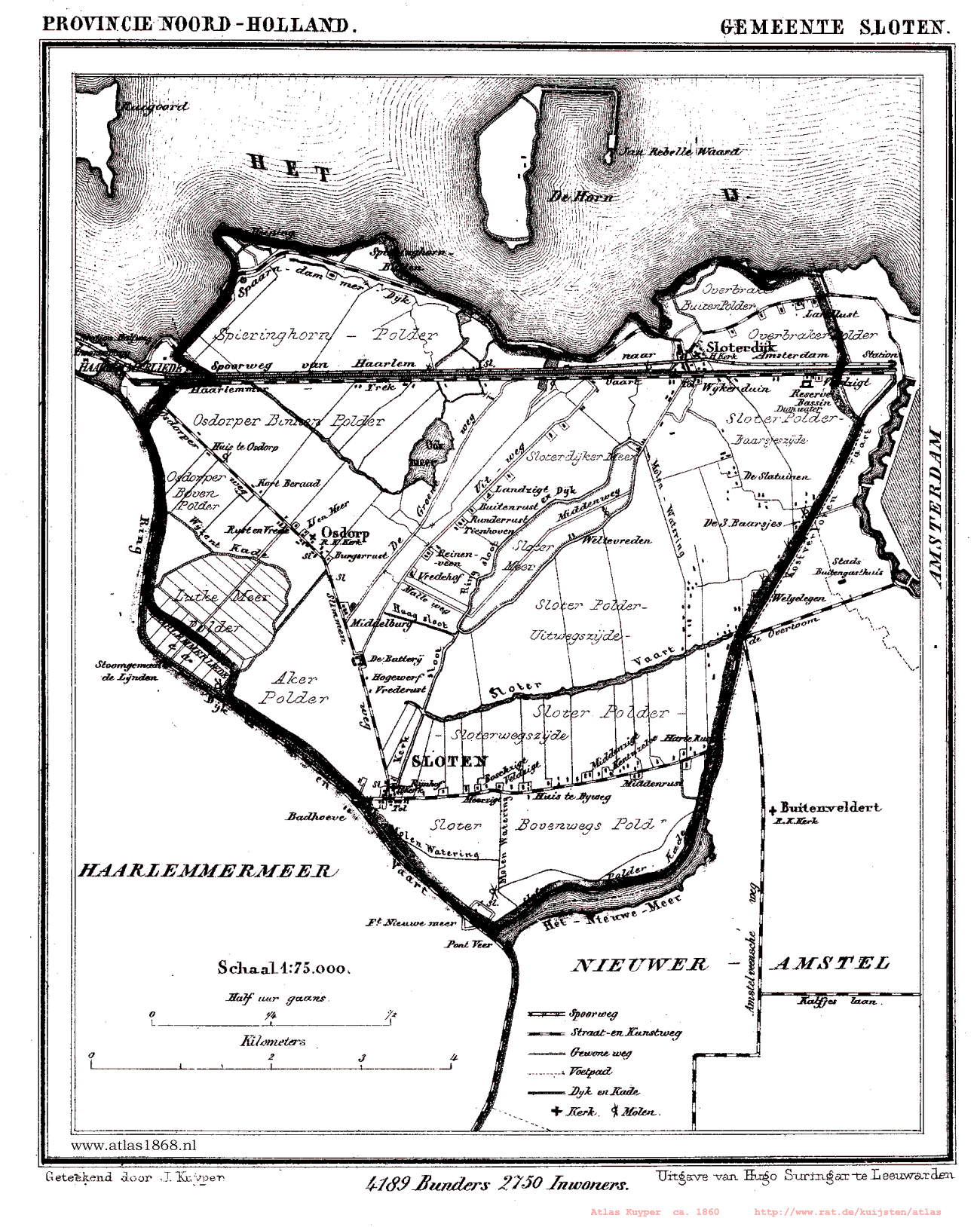
De gemeente Sloten in 1868. Oud Osdorp ligt links op de kaart, ten westen van de Sloterdijkermeerpolder

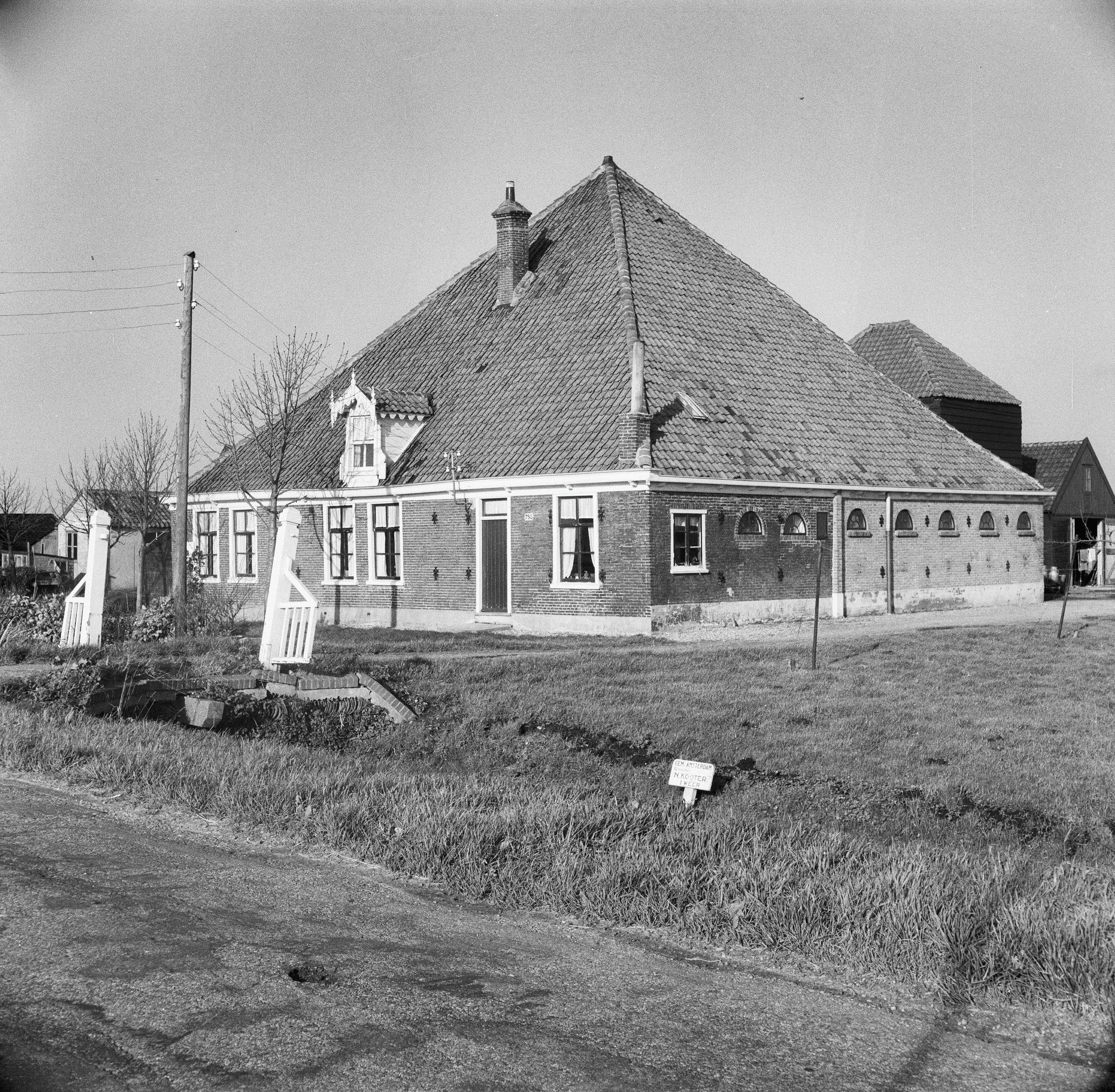
Op deze foto van stolpboerderij 'Bij Goedvinding' aan de Osdorperweg is de piramidevorm van de kap goed zichtbaar

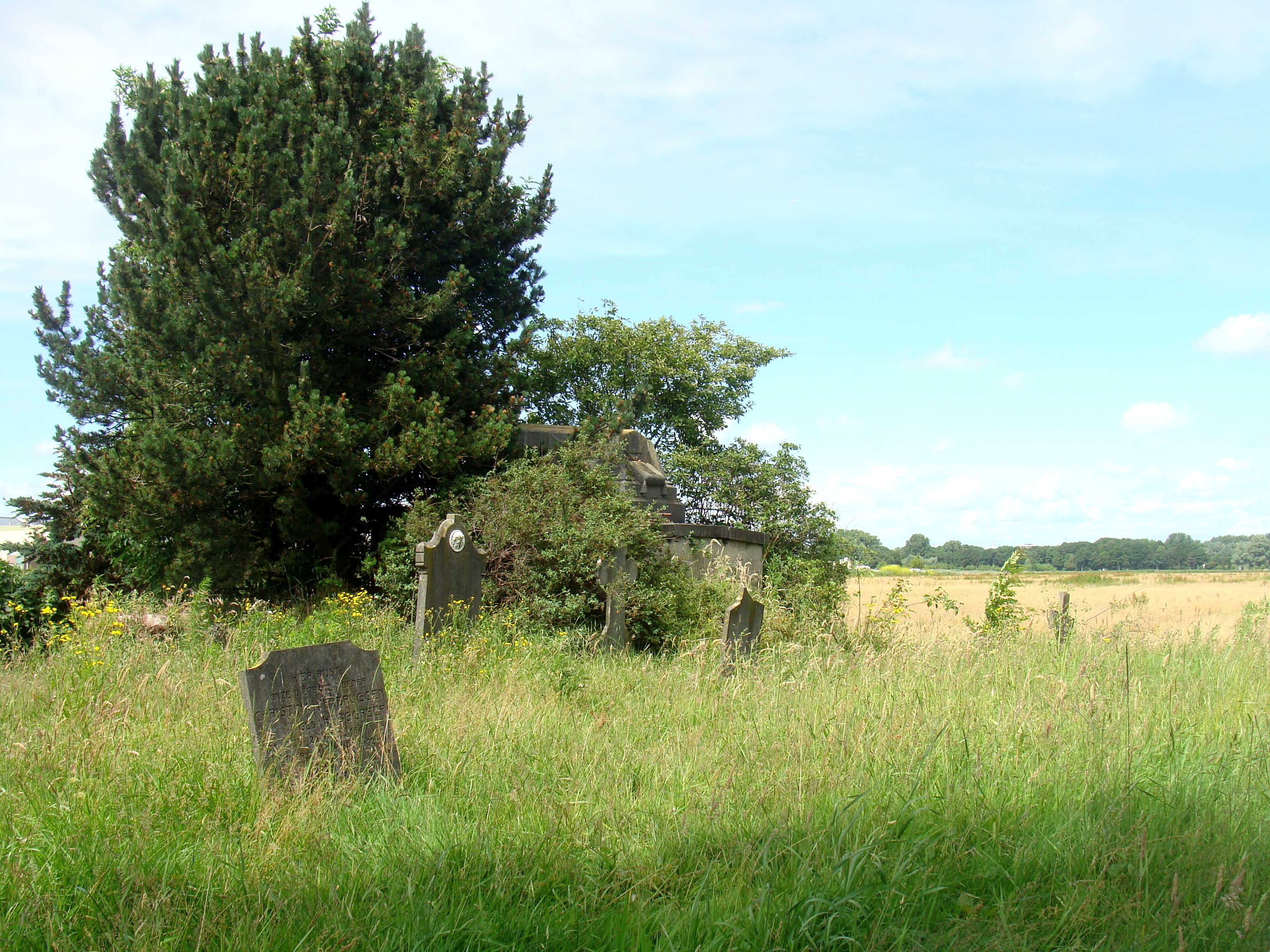
Het oude Kerkhof.

Oud Osdorp is een dorp en een voormalig dorp aan de Osdorperweg in de vroegere Nederlandse gemeente Sloten. Sinds de annexatie van 1 januari 1921 is het onderdeel van de gemeente Amsterdam. Vanaf 1987 behoorde het tot het Amsterdamse stadsdeel Osdorp. Sinds 2010 is het onderdeel van het stadsdeel Nieuw-West.

## Geschiedenis
In tegenstelling tot het feit dat het wapen van het stadsdeel een os bevat, is dit niet de veronderstelde oorsprong van de naam Osdorp. De naam is afgeleid van Oostdorp, omdat de inwoners zich op Haarlem oriënteerden.
De eerste vermeldingen van Osdorp dateren uit circa 1100. In 1529 werd het dorp door de heer van Brederode aan Amsterdam verkocht. Bestuurlijk bleef het echter zelfstandig. Vanaf 1816 maakte Osdorp deel uit van de gemeente Sloten. Per 1 januari 1921 werd het gebied door de gemeente Amsterdam geannexeerd.
Osdorp lag nabij het in 1644 drooggelegde Slotermeer. In 1650 werd een kerk gebouwd, gewijd aan de heilige Pancratius, voor de rooms-katholieken die uit de kerk van Sloten waren verdreven. In 1789 werd deze vernieuwd. In 1836 waaide de toren eraf; in hetzelfde jaar trad het Haarlemmermeer ver uit zijn oevers en overspoelde het dorp. In 1901 moest de kerk worden afgebroken, omdat deze te veel verzakt was. Een nieuwe Sint-Pancratiuskerk werd gebouwd in Sloten. Er bleef een oud kerkhof over met onder andere een monumentale grafkelder, waar in 2017 nog een bijzetting plaatsvond.
Tot in de jaren vijftig van de twintigste eeuw was het een landelijk gebied. Tussen 1948 en 1956 werd de Sloterdijkermeerpolder uitgegraven voor het opspuiten van zand voor de bouw van de Westelijke Tuinsteden. Hier ligt nu de Sloterplas. Ter onderscheiding van de nieuwe Tuinstad Osdorp werd het dorp hernoemd naar "Oud Osdorp".
Sinds 2009 is rond Oud Osdorp gewerkt aan de inrichting van de Tuinen van West tot nieuw recreatiegebied. Onderdeel hiervan zijn de vier polders van Landelijk Osdorp: de Eendrachtpolder (Osdorper Binnenpolder-Noord), een tussen 1920 en 1940 uitgeveende droogmakerij, de Osdorper Binnenpolder-Zuid, een nog oorspronkelijk veenweidegebied, overblijfsel van het landelijke gebied van de vroegere gemeente Sloten, de Osdorper Bovenpolder, een tussen 1900 en 1920 uitgeveende droogmakerij, en de Lutkemeerpolder, een droogmakerij uit 1865.
Tot in de 21e eeuw hebben enkele agrarische bedrijven zich in dit gebied weten te handhaven, maar geleidelijk krijgen recreatieve voorzieningen, maar ook stadslandbouw hier een plek. Voorts zijn er nog enkele volkstuinenparken en een bijenpark. Het gebied maakt ook onderdeel uit van de Verbindingszone De Groene AS, een ecologische verbindingszone tussen het Amsterdamse Bos en het recreatiegebied Spaarnwoude.
In 2010 werd een begin gemaakt met de aanleg van de Westrandweg, die het gebied aan de noordwestkant doorsnijdt. De weg werd in december 2012 voor het verkeer opengesteld.